# تفجير فندق سيرينا كويته 2021
تفجير فندق سيرينا كويته في 21 أبريل 2021 أسفر انفجار قنبلة عن مقتل أربعة أشخاص على الأقل، وإصابة اثني عشر آخرين في فندق سيرينا، في كويته، بلوشستان باكستان. وقع الانفجار في ساحة انتظار الفندق. وأعلنت جماعة طالبان باكستان في بيان مسؤوليتها، قائلة إنه كان هجومًا انتحاريًا.